# 11:59 (Star Trek: Voyager)
„11:59” (titlu original: „11:59”) este al 23-lea episod din al cincilea sezon al serialului TV american științifico-fantastic Star Trek: Voyager și al 117-lea în total. A avut premiera la 5 mai 1999 pe canalul UPN.

## Prezentare
Janeway evocă amintirea unuia dintre strămoșii săi pământeni, Shannon O'Donnell din Indiana.

## Actori ocazionali
- Kevin Tighe - Henry Janeway
- Bradley Pierce - Jason Janeway
- John Carroll Lynch - Gerald Moss
- Kristina Hayes - Marci Collins
- Christopher Curry - șofer de autoturism
- James Greene - pasager